# Горки (Белгородская область)
Горки — село в Красненском районе Белгородской области России. Административный центр Горкинского сельского поселения.

## География
Находится в северо-восточной части Белгородской области, в лесостепной зоне, в пределах юго-западных отрогов Орловско-Курского плато Среднерусской возвышенности, на берегах реки Потудань.при автодороге 14К-38, на расстоянии примерно 19 километров к северу от села Красного, административного центра района.

### Климат
Климат характеризуется как умеренно континентальный, с относительно мягкой зимой и тёплым продолжительным летом. Среднегодовая температура воздуха — 6,1 °C. Средняя температура воздуха самого холодного месяца (января) — −8,3 °C (абсолютный минимум — −36 °C); самого тёплого месяца (июля) — 20,4 °C (абсолютный максимум — 38 °C). Годовое количество атмосферных осадков составляет 504 мм, из которых 350 мм выпадает в период с апреля по октябрь.

## История
Первоначально называлось Потуданью, основано служилыми людьми города - крепости Ольшанск.. В 1859 году находилась в составе Коротоякского уезда Колбинской волости.
В 1666 году в селе построили часовню во имя Рождества Христова , через несколько лет построили церковь с тем же именем. Сегодняшний деревянный Храм освящен в 1841 году. В 1880-м году открыли земскую школу.
В 1899 году в селе было 5 ветряных мельниц, крупорушка, 7 торговых лавок.
В 1925 году Горки — в составе Репьевской волости Острогожского уезда. С 1934 года село — центр Горкинского сельского Совета в Красненском районе.
В 1950-е гг. в Горкинском сельсовете Красненского района — 2 села и 2 хутора. После декабря 1962 года Горки вошли в состав Алексеевского района, с февраля 1991 г. — в Красненском районе.
В 1997 году Горки — центр Горкинского сельского округа (2 села, 2 хутора) в Красненском районе.
В состав села вошёл хутор Песковатка.

## Население
В 1859 году деревня Потудань насчитывала 102 двора и 1212 жителей. В 1925 году — 428 дворов и 2510 жителей.
На 17 января 1979 года в Горках — 1020 жителей, на 12 января 1989 года — 802 (342 муж., 460 жен.).
| 2002 | 2010 |
| ---- | ---- |
| 761  | ↗776 |

## Инфраструктура
Основа экономики — сельское хозяйство.
МОУ Горская средняя общеобразовательная школа. Церковь Рождества Христова в селе Горки.

## Транспорт
Село доступно автотранспортом. Остановка общественного транспорта «Горки».